# هنري إي. ستابس
هنري إي. ستابس هو سياسي أمريكي، ولد في 4 مارس 1881، وتوفي في 28 فبراير 1937. نشط حزبياً في الحزب الديمقراطي. وقد انتخب عضو مجلس النواب الأمريكي ‏.